# Auburn (Iowa)
Auburn – miasto w Stanach Zjednoczonych, w stanie Iowa, w hrabstwie Sac.

## Demografia
W 2000 liczyło 296 mieszkańców. W 2023 liczba mieszkańców spadła do 258 osób, a gęstość zaludnienia poniżej 200 osób/km².